# Санкт Гоарсхаузен
Санкт Гоарсхаузен (њем. Sankt Goarshausen) град је у њемачкој савезној држави Рајна-Палатинат. Једно је од 137 општинских средишта округа Рајн-Лан. Према процјени из 2010. у граду је живјело 1.352 становника. Посједује регионалну шифру (AGS) 7141121.

## Географски и демографски подаци
Санкт Гоарсхаузен се налази у савезној држави Рајна-Палатинат у округу Рајн-Лан. Град се налази на надморској висини од 100 метара. Површина општине износи 7,0 km². У самом граду је, према процјени из 2010. године, живјело 1.352 становника. Просјечна густина становништва износи 193 становника/km².

## Међународна сарадња
| Мјесто  | Држава | Врста сарадње | Од    |
| ------- | ------ | ------------- | ----- |
| Инујама | Јапан  | партнерство   | 1992. |
| Извор   |        |               |       |